# Escaphiella argentina
Escaphiella argentina là một loài nhện trong họ Oonopidae.
Loài này thuộc chi Escaphiella. Escaphiella argentina được miêu tả năm 1954 bởi Birabén.